# Рыбная (приток Кана)
Рыбная — река в Красноярском крае России, левый приток Кана.

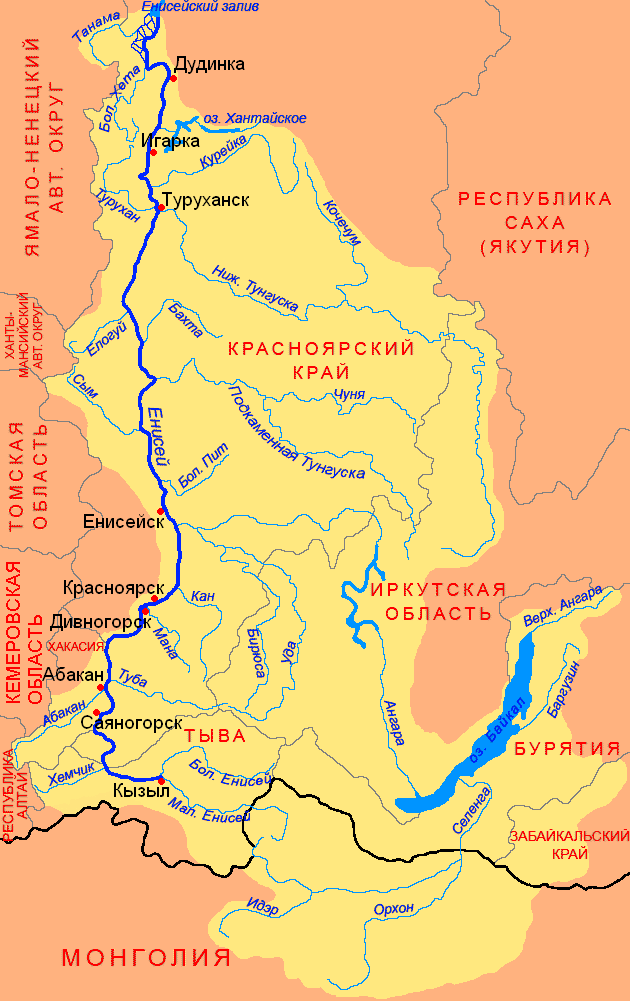
Бассейн Енисея

Длина — 288 км, площадь бассейна — 4820 км². Исток — в отрогах Койского Белогорья в Восточном Саяне. Протекает по Канско-Рыбинской котловине, прорезает Енисейский кряж. Питание дождевое и снеговое. В «большую» воду, в период весеннего таяния снегов, доступна для спортивного сплава.

## Данные водного реестра
По данным государственного водного реестра России относится к Енисейскому бассейновому округу, водохозяйственный участок реки — Кан, речной подбассейн реки — Енисей между слиянием Большого и Малого Енисея и впадением Ангары. Речной бассейн реки — Енисей.
Код объекта в государственном водном реестре — 17010300412116100023485.

### Притоки
(км от устья)
- 4 км: Балай (лв)
- 61 км: Уярка (лв)
- 115 км: Большая Авда (лв)
- 125 км: Малая Авда (лв)
- 192 км: Конок (пр)
- 198 км: Ноек (лв)